# Écriture 新人作家・杉浦李奈の推論
『écriture 新人作家・杉浦李奈の推論』（エクリチュール　しんじんさっか・すぎうらりなのすいろん）は、松岡圭祐による日本の推理小説のシリーズ。角川文庫レーベルから刊行。表紙イラストはどろ。

## 概要
23歳の新人ライトノベル作家、杉浦李奈が小説や出版界にまつわる事件に巻きこまれ、これを解決しながら成長していく文学ミステリ。同作者の『万能鑑定士Q』とは異なり殺人事件も描かれる。
KADOKAWA、講談社、小学館、集英社、文藝春秋、徳間書店など実在する出版社名が登場し、実際に各社の社屋内や編集部が舞台になることが特徴。また主人公の杉浦李奈は、文学的知識が幅広いという以外には特殊な技能に恵まれている人物として描かれておらず、知識の源として芥川龍之介、太宰治、幸田露伴、宮沢賢治、辻邦生などの作品や作風が物語の鍵となる。
第10巻では、松岡圭祐は実在せず「東映の八手三郎のような共同ペンネーム」で、だから毎月出せて作風も毎回違うという趣旨の事が書かれているが、無論これは作中に限る設定でありユーモアである。

## あらすじ

### écriture 新人作家・杉浦李奈の推論
23歳の新人ラノベ作家・杉浦李奈は三重県から上京し、阿佐谷で一人暮らしをしている。これまで三冊のラノベ（『雨宮の優雅で怠惰な生活』他）を角川文庫で出してきて、初めての一般文芸『トウモロコシの粒は偶数』の発売を控えていた。芥川龍之介と太宰治に心酔していたことから、世間で話題の流行作家である岩崎翔吾との対談が、講談社の『小説現代』で企画される。
岩崎翔吾は直木賞と芥川賞にダブルノミネートされた『黎明に至りし暁暗』の作者だった。対談が縁で岩崎は李奈の『トウモロコシの粒は偶数』の初版本の帯に推薦文を提供してくれる。喜ぶ李奈だったがKADOKAWAの担当編集者である菊池からは、著者に送った見本から帯だけを送りかえすよう指示が伝えられる。
驚いたことに岩崎に盗作疑惑が持ち上がっていた。岩崎の新作『エレメンタリー・ドクトリン』が、約一週間前に刊行された嶋貫克樹著『陽射しは明日を紡ぐ』にそっくりだというのだ。実際両作は部分的な違いがあるだけで、中身は太宰治の『斜陽』の劣化コピーという有様だった。
岩崎は家族にも黙って行方をくらましてしまう。KADOKAWAの菊池は李奈に、岩崎の盗作に関する分析と、現在の居場所の解明のため、取材とノンフィクション本の執筆を依頼する。
出版社からの依頼を断り切れず、李奈は取材を開始。嶋貫は『陽射しは明日を紡ぐ』を、岩崎の『エレメンタリー・ドクトリン』より、僅か3日だけ早く完成させ、出版社に送っていたことがわかった。しかも嶋貫は日本文藝家協会の副理事や『週刊文春』『週刊新潮』の記者を呼び集め、確実に岩崎より先に原稿を編集部に送っていたことを、当日に確認させていたのだ。

## 登場人物
杉浦 李奈（すぎうら りな）
今作品の主人公。23歳（第1巻時点）。ライトミステリを3冊のみ出版（うち1冊は角川文庫の『雨宮の優雅で怠惰な生活』第１巻）。三重県から単身上京、阿佐ケ谷駅から徒歩17分のアパートにひとり暮らし。芥川や太宰など純文学の他、小説全般に深い知識を有するが、当人の小説はあまり売れておらず評価も高くない。初めての一般文芸『トウモロコシの粒は偶数』をKADOKAWAから刊行するが3000部でも刷りすぎたと言われる。両親とはうまくいっていない。
杉浦 航輝（すぎうら こうき）
26歳。やはり上京しており食器メーカーの営業職。李奈のことを気にかけている。
菊池（きくち）
角川文庫編集部員。30代半ば、面長に丸眼鏡、スーツの肩幅にあまりがある。単行本も担当するらしくハードカバーの『トウモロコシの粒は偶数』や岩崎翔吾に関するノンフィクション本も菊池の担当である。角川文庫のマスコットキャラであるハッケンくんが、よくチーバくんと間違われると愚痴る。
宮宇（みやう）
KADOKAWAの編集長。50代半ばで痩せ型。菊池の上司。

## シリーズ一覧
|                                   | タイトル                                                      | 発売日                            | ISBN                              | 概要                              |                                   |
| écriture 新人作家・杉浦李奈の推論 | écriture 新人作家・杉浦李奈の推論                             | écriture 新人作家・杉浦李奈の推論 | écriture 新人作家・杉浦李奈の推論 | écriture 新人作家・杉浦李奈の推論 | écriture 新人作家・杉浦李奈の推論 |
| --------------------------------- | ------------------------------------------------------------- | --------------------------------- | --------------------------------- | --------------------------------- | --------------------------------- |
| 1                                 | écriture 新人作家・杉浦李奈の推論                             | 2021年10月21日                    | 978-4-04-112056-9                 | 岩崎翔吾の盗作疑惑と失踪事件      |                                   |
| 2                                 | écriture 新人作家・杉浦李奈の推論 II                          | 2021年12月21日                    | 978-4-04-112237-2                 | 女児行方不明事件                  |                                   |
| 3                                 | écriture 新人作家・杉浦李奈の推論 III クローズド・サークル    | 2022年02月21日                    | 978-4-04-112333-1                 | 絶海の孤島に9人の小説家           |                                   |
| 4                                 | écriture 新人作家・杉浦李奈の推論 IV シンデレラはどこに       | 2022年04月25日                    | 978-4-04-112541-0                 | シンデレラの原典とは              |                                   |
| 5                                 | écriture 新人作家・杉浦李奈の推論 V 信頼できない語り手        | 2022年06月10日                    | 978-4-04-112741-4                 | 万能鑑定士Q莉子登場               |                                   |
| 6                                 | écriture 新人作家・杉浦李奈の推論 VI 見立て殺人は芥川         | 2022年08月24日                    | 978-4-04-112985-2                 | 芥川版『桃太郎』と殺人事件        |                                   |
| 7                                 | écriture 新人作家・杉浦李奈の推論 VII レッド・ヘリング        | 2022年12月22日                    | 978-4-04-113311-8                 | 丸善版新約聖書の謎                |                                   |
| 8                                 | écriture 新人作家・杉浦李奈の推論 VIII 太宰治にグッド・バイ   | 2023年02月24日                    | 978-4-04-113479-5                 | 太宰治幻の遺書発見                |                                   |
| 9                                 | écriture 新人作家・杉浦李奈の推論 IX 人の死なないミステリ     | 2023年08月24日                    | 978-4-04-114149-6                 | 鳳雛社の奇妙な社内小説            |                                   |
| 10                                | écriture 新人作家・杉浦李奈の推論 X 怪談一夜草紙の謎          | 2023年10月24日                    | 978-4-04-114332-2                 | 岡本綺堂の小説通りの事件発生      |                                   |
| 11                                | écriture 新人作家・杉浦李奈の推論 XI 誰が書いたかシャーロック | 2024年01月23日                    | 978-4-04-114686-6                 | バスカヴィル家の犬の謎            |                                   |

## 漫画
『ヤングドラゴンエイジ』（KADOKAWA）にて、2023年6月26日発売のVol.17より2024年12月26日発売のVol.26まで連載。作画はぬそ。原作第7巻末に告知漫画掲載。
- 松岡圭祐（原作）・ぬそ（作画） 『écriture 新人作家・杉浦李奈の推論』 KADOKAWA〈ドラゴンコミックスエイジ〉、既刊2巻（2025年1月9日現在）
  1. 2024年5月9日発売[6][7]、ISBN 978-4-04-075439-0
  2. 2025年1月9日発売[8]、ISBN 978-4-04-075753-7